# Antocha (Orimargula) mesocera
Antocha (Orimargula) mesocera is een tweevleugelige uit de familie steltmuggen (Limoniidae). De soort komt voor in het Oriëntaals gebied.